# Filipp Doronin
Filipp Iwanowicz Doronin (ur. 1902 we wsi Prochodnoje w powiecie koraczańskim w guberni kurskiej, zm. w październiku 1979 w Charkowie) – major NKWD, jeden z wykonawców zbrodni katyńskiej.
Posiadał wykształcenie niepełne średnie, 5 maja 1924 wstąpił do Armii Czerwonej i Czeki, a w 1929 do WKP(b). 1939-1941 był komendantem więzienia wewnętrznego Urzędu Bezpieczeństwa Państwowego (UGB) NKWD obwodu charkowskiego i na tym stanowisku brał udział w mordowaniu polskich więźniów, za co 26 października 1940 otrzymał nagrodę pieniężną na mocy rozkazu Ławrientija Berii. Od 1943 funkcjonariusz Ludowego Komisariatu Bezpieczeństwa Państwowego, w 1954 był komendantem więzienia wewnętrznego Zarządu KGB obwodu charkowskiego.

## Odznaczenia
- Order Lenina (24 listopada 1950)
- Order Czerwonego Sztandaru (dwukrotnie - 19 stycznia 1945 i 5 listopada 1954)